# ول (داکوتای جنوبی)
ول(به انگلیسی: Wall) شهری در South Dakota کشور United States است که جمعیت آن در سرشماری سال ۲۰۱۰ میلادی، ۷۶۶ نفر بوده‌است.